# Персиц, Борис Давидович
Борис Давидович Персиц (12 сентября 1916, Нижний Новгород — 1992, Москва) — советский шахматист, заслуженный тренер СССР (1965), международный мастер ИКЧФ (1984). Шахматный литератор. Преподаватель математики.

## Биография
Родился в Нижнем Новгороде в семье Давида Персица, работавшего на канавинском Маслобойном и техно-химическом заводе, принадлежавшем влиятельному московскому купцу первой гильдии Зелику Персицу. В 1920-е годы Давид Персиц был сотрудником Нижжиртреста, впоследствии переехал с семьёй в Москву. 
В 1939 году окончил Московский индустриально-педагогический институт им. К. Либкнехта по специальности «учитель математики» и сразу же был призван в Красную Армию.
В июне 1941 года направлен в Тульское оружейно-техническое училище, которое закончил уже в сентябре (ускоренный выпуск) по специальности «оружейный техник».
С декабря по май 1942-го — на Крымском фронте. Награжден медалью «За отвагу». Был ранен и до ноября 1942-го пробыл в госпитале. С июня 1943- го по апрель 1944-го учился в Высшей офицерской артиллерийской школе, которую закончил по специальности «начальник цеха стрелково-минометного вооружения» с присвоением звания «старший техник-лейтенант».
После войны вел шахматный кружок при Доме пионеров на Таганке. Затем возглавил шахматную работу в обществе «Труд».
В разные годы тренер Л. В. Белавенец, Л. Г. Зайцевой, А. Ш. Кушнир, Н. В. Коноплёвой и других известных советских шахматисток. Тренер сборной команды Москвы — победительницы командного чемпионата СССР (1965), Спартакиады народов СССР (1967).
В составе сборной Москвы бронзовый призёр 4-го командного чемпионата СССР по переписке (1973—1975 гг.; выступал на 1-й доске).
Скончался в 1992 году на 75-м году жизни в результате второго инфаркта, случившегося с ним после проигранной партии во время турнира ветеранов.

## Книги
- Типичные ошибки. — Москва, 1974 (в соавторстве с Б. Г. Воронковым);
- Роль центра в шахматной партии, 3-е издание. — Москва, 1983.